# ダッペエ
ダッペエ（DAPPEE）は、千葉県館山市のマスコットキャラクター。
同市出身のアニメーター・文原聡（「館山ふるさと大使」委嘱）がデザインしたもので、名前は千葉県房総地方の方言で「〜だろう！」を意味する「〜だっぺ！」に由来する。
「ゆるキャラ」ではなく、「脱力系キャラ」という位置づけである。

## 誕生までの経緯
「The World of GOLDEN EGGS」などを手がける文原の活躍ぶりを、千葉銀行発行の広報誌で知った同市が、2009年（平成21年）4月に同市のマスコットキャラクターの製作を要請、これに対し、文原も「地元に貢献できるなら」と無償で快諾した。
その後、同市は館山を象徴するイメージ数点を文原に伝え、studio crocodileが全面的にプロデュースすることとなった。ちなみに、「ダッペエ」というネーミングは企画初期の頃に文原が命名した。キャラクター製作が着々と進み、サンプルが市役所限定で公開されたのち、寄せられた意見を元に、一般公開へ向けて最終調整に入った。ところが、その矢先に文原より「これまでのダッペエのデザインをいったん白紙に戻す。」との連絡が届く。同市にとって、完成度の高いキャラクターを理由も明かされないまま白紙に戻すことは、寝耳に水の出来事であった。数ヶ月後、現在のダッペエの容姿となる、新たなサンプルが送られてくることになる。
「館山で生まれ育った事に誇りを持ってもらいたい。そして、館山の良さを再認識し、故郷を大切にしてもらいたい。」という思いを込めてデザインされ、2010年（平成22年）12月に誕生した。
このキャラクターに対して、文原は「海・花ではなく、館山にしかないものをと考えた結果が方言だった。『〜だっぺ（〜だろう）』という方言は、千葉県・茨城県でも使われているが、早い者勝ちというふうに受けとめている。このキャラクターは、適度な気持ち悪さで、とても気に入っている。」と語っている。

## キャラクター
- 房州育ちの犬（雑種）で「南総里見八犬伝」の八房の親戚の末えいの知り合いの親戚にあたる[6]。
- おおらか且つ適当な性格[6]。
- 頭部は「ダッペエ」の「ペ」、腹部はローマ字表記の「DAPPEE」の「D」の形をそれぞれしており、あばら骨が1本足りない[6]。首には『南総里見八犬伝』の八犬士が持つ霊玉「仁」・「義」・「礼」・「智」・「忠」・「信」・「孝」・「悌」をイメージした首輪を付けている。
- 犬なのに「ワンワン」ではなく「ペエペエ」と吼える。また、語尾に「〜っぺ!」と付けて会話する事も出来る[6]。

## その他
- 館山市内で開催されるイベントなどでは、ポスターや着ぐるみ（画像参照）で登場している。
- 公式LINEスタンプを2015年（平成27年）5月から販売しており、一定のペースでの売り上げがあり、発売開始3週間は約600ダウンロードと好調に推移している[7]。かつては携帯オフィシャルサイト「ダッペエモバイル」にて、ダッペエの着信ボイスがダウンロードできたが現在は終了している。
- 「2013年ご当地キャラ総選挙（日本百貨店協会主催）」に出馬し、予備選挙を経て、地区選挙までコマを進ませるも、投票結果は関東・甲信越・静岡地区からエントリーした166キャラクター中、29位に留まり、敗退している[8]。